# 화이트스페이스 (전파)
전기 통신에서 화이트스페이스(white spaces)는 방송 서비스에 할당되었지만 지역적으로 사용되지 않는 무선 주파수를 의미한다. 국내 및 국제 기관에서는 특정 용도에 맞게 주파수를 할당하고 대부분의 경우 이러한 주파수를 통해 방송할 수 있는 권한을 부여한다. 이 주파수 할당 프로세스는 기술적인 이유로 간섭을 피하기 위해 사용된 무선 대역 또는 채널 사이에 화이트스페이스를 할당하는 대역 계획을 생성한다. 이 경우에는 사용되지 않는 주파수이면서 보호대역 등의 목적으로 특별히 할당된 주파수이다. 그러나 가장 일반적으로 이러한 화이트스페이스는 사용된 채널 사이에 자연스럽게 존재한다. 왜냐하면 가까운 전송을 바로 인접한 채널에 할당하면 두 채널 모두에 파괴적인 간섭이 발생하기 때문이다.
기술적인 이유로 할당된 화이트스페이스 외에도 한 번도 사용되지 않았거나 기술 변경으로 인해 무료로 제공되는 미사용 무선 스펙트럼도 있다. 특히, 디지털 텔레비전으로의 전환으로 인해 약 50MHz에서 700MHz 사이의 넓은 영역이 확보되었다. 그 이유는 디지털 전송은 인접한 채널에 묶일 수 있지만 아날로그 전송은 그럴 수 없기 때문이다. 이는 대역을 더 적은 수의 채널로 압축하면서도 더 많은 전송을 허용할 수 있음을 의미한다.
미국에서 버려진 텔레비전 주파수는 주로 상위 UHF 700MHz 대역에 있으며 TV 채널 52~69(698~806MHz)를 담당한다. 미국 텔레비전과 해당 화이트스페이스는 UHF 주파수뿐만 아니라 모바일 사용자와 화이트스페이스 장치가 더 큰 안테나를 요구하는 VHF 주파수에도 계속 존재할 것이다. 나머지 세계에서는 버려진 텔레비전 채널이 VHF이며, 그 결과로 생성된 큰 VHF 화이트스페이스가 전 세계(미국 제외) 디지털 라디오 표준인 DAB 및 DAB+ 및 DMB에 재할당되고 있다.

## 같이 보기
- 슈퍼 와이파이